# Roland
Roland je mužské rodné jméno. Pochází ze starogermánského Hruoland (hruod – sláva, land – země). Podle českého kalendáře má svátek 14. června.

## Statistické údaje
Následující tabulka uvádí četnost jména v ČR a pořadí mezi mužskými jmény ve srovnání roků, pro které jsou dostupné údaje MV ČR – lze z ní tedy vysledovat trend v užívání tohoto jména:
| Rok  | Četnost | Pořadí |
| 1999 | 674     | 185.   |
| 2002 | 670     | 187.   |
| 2006 | 745     | 204.   |

## Známí nositelé jména

### Osoby
- Rytíř Roland – hrdina francouzského hrdinského eposu Píseň o Rolandovi z 11. stol.
- Roland Baar – německý veslař
- Roland Barthes – francouzský literární kritik
- Roland Bonaparte – francouzský princ
- Roland Dalhäuser – švýcarský atlet
- Roland Ducke – východoněmecký fotbalista
- Roland Emmerich – německý režisér
- Roland Freisler – německý soudce
- Roland Garros – francouzský letec
- Roland Gehrke – východoněmecký zápasník
- Roland Hanna – americký jazzový klavírista
- Roland Juhász – maďarský fotbalista
- Roland Liboton – belgický cyklokrosař
- Roland Matthes – východoněmecký plavec
- Roland Minnerath – francouzský arcibiskup
- Roland Orzabal – hudebník, kytarista, zpěvák
- Roland Ratzenberger – rakouský jezdec Formule 1
- Roland Rusňák – bývalý český fotbalista
- Roland Sandberg – švédský fotbalista
- Roland Schröder – východoněmecký veslař
- Roland Stoltz – švédský hokejista
- Roland Števko – slovenský fotbalista
- Roland Wieser – východoněmecký atlet
- Roland Wohlfarth - německý fotbalista

### Roland jako příjmení
- František Roland (1888–1967) – český divadelní a filmový herec, v letech 1919 až 1959 člen činohry Národního divadla
- Lamont Lee Roland – americký basketbalista
- Romain Rolland – francouzský spisovatel, nositel Nobelovy ceny

### Jiní Rolandové
- Roland Corporation – výrobce hudebních nástrojů